# Саша Клештан
Саша Клештан (англ. Sacha Kljestan [ˈsɑːʃə ˈklɛstʃən], серб. Saša Klještan / Саша Кљештан, нар. 9 вересня 1985, Гантінґтон-Біч) — американський футболіст сербського походження, півзахисник клубу «Нью-Йорк Ред Буллз» та національної збірної США.

## Клубна кар'єра
Народився 9 вересня 1985 року в місті Гантінґтон-Біч. Навчався в університеті Сетон Голл і грав за футбольну команду «Сетон Халл Пайретс». Брав участь в різних турнірах і в 2005 році був запрошений до клубу «Оранж Каунті Блю Стар» з Ервайна. За нього в 2005 році Саша зіграв 2 матчі і забив 1 гол в USL Premier Development League.
На супердрафті 2006 Клештан був обраний під п'ятим номером клубом «Чівас США». За команду з Лос-Анджелеса за 4,5 сезони Саша провів 114 матчів, забивши 15 м'ячів і більшість часу, проведеного у складі «Чиваса Ю.Ес. Ей.», був основним гравцем команди.

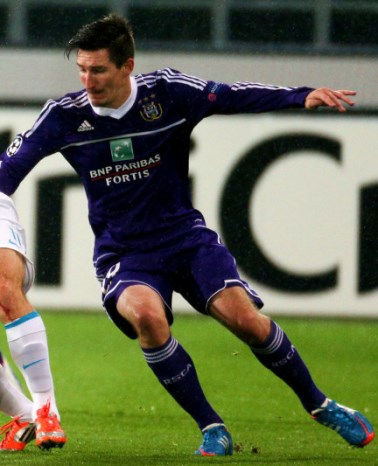
Саша Клештан під час виступів за «Андерлехт». 16 серпня 2014 року.

В червні 2010 року уклав контракт з клубом «Андерлехт», у складі якого провів наступні чотири з половиною роки своєї кар'єри гравця. Граючи у складі «Андерлехта» також здебільшого виходив на поле в основному складі команди і став з командою триразовим чемпіоном Бельгії, а також чотири рази виграв Суперкубок Бельгії.
28 січня 2015 року перейшов в клуб MLS «Нью-Йорк Ред Буллз». Відтоді встиг відіграти за команду з Нью-Йорка 28 матчів в національному чемпіонаті.

## Виступи за збірну
У 2005 році Саша виступав за молодіжну збірну США на чемпіонаті світу. На турнірі він провів 2 матчі. У зустрічі проти Італії в 1/16 фіналу Клештан забив гол у свої ворота і американці покинули турнір (1:3).
2 червня 2007 року дебютував в офіційних матчах у складі національної збірної США в товариській зустрічі проти збірної Китаю (4:1).
Першим турніром Саші став Кубок Америки 2007 року у Венесуелі. На ньому США у групі посіли останнє місце з трьома поразками. На Олімпійських іграх 2008 року Саша зіграв у 3 матчах і забив 2 м'ячі.
Перші голи за збірну Клештан забив 24 січня 2009 року у поєдинку проти збірної Швеції, зробивши хет-трик, який допоміг американцям перемогти 3:2. На Кубку конфедерацій у ПАР і домашньому золотому кубку КОНКАКАФ Клештан з командою завоював срібні медалі.
Наразі провів у формі головної команди країни 46 матчів, забивши 4 голи.

## Особисте життя
Батько Саши Клештана Славко — серб, жив в Боснії і Герцеговині і грав за «Желєзнічар» з Сараєво.
Його старший брат Гордон також футболіст.
У 2009 році він з'явився на обкладинці північноамериканської версії гри FIFA 10.

## Титули і досягнення

### Командні
- Чемпіон Бельгії (3):

«Андерлехт»: 2011-12, 2012-13, 2013-14
- Володар Суперкубка Бельгії (4):

«Андерлехт»: 2010, 2012, 2013, 2014
- Срібний призер Золотого кубка КОНКАКАФ: 2011

### Особисті
- Молодий футболіст року в США: 2008